# Хмелище (Житомирская область)
Хмелище (укр. Хмелище) — село на Украине, основано в 1604 году, находится в Бердичевском районе Житомирской области.
Код КОАТУУ — 1820885803. Население по переписи 2001 года составляет 290 человек. Почтовый индекс — 13327. Телефонный код — 4143. Занимает площадь 1,432 км².

## Адрес местного совета
13326, Житомирская область, Бердичевский р-н, с.Скаковка, ул.Ленина, 26